# Eleições estaduais no Pará em 1994
As eleições estaduais no Pará ocorreram em 3 de outubro como parte das eleições gerais em 26 estados e no Distrito Federal. Foram eleitos o governador Almir Gabriel, o vice-governador Hélio Gueiros Júnior, os senadores Ademir Andrade e Jader Barbalho, além de 17 deputados federais e 41 estaduais. Como nenhum candidato a governador alcançou a maioria dos votos válidos na eleição, houve um segundo turno em 15 de novembro e pelo texto da Constituição e da Lei nº. 8.713, a posse seria em 1º de janeiro de 1995 para quatro anos de mandato e originalmente sem direito a reeleição.
Pela primeira vez em sua história o PMDB do Pará deixou de lançar um candidato a governador do estado, embora jamais tenha perdido uma eleição para o referido posto. Herdeira da tradição oposicionista ao Regime Militar de 1964, a legenda apoiou, ao menos formalmente, as articulações do governador Jader Barbalho que levaram ao nome de Jarbas Passarinho como candidato situacionista ao governo, cargo que já ocupara por desígnio dos militares e aquiescência da Assembleia Legislativa do Pará tão logo houve a cassação de Aurélio do Carmo há trinta anos. Três vezes ministro de estado nos governos militares, três vezes senador da República e ministro da Justiça no Governo Collor, o veterano político presidiu a CPI do Orçamento e largou como favorito, mas seus índices de aceitação refluíram diante do "viés ideológico" da disputa, explicação dada por Jarbas Passarinho para os ataques efetuados contra a sua biografia durante a campanha. Favorecido por este quadro, o candidato Almir Gabriel venceu a disputa em segundo turno.
Formado em Medicina pela Universidade Federal do Pará com especialização em Cirurgia Torácica junto ao Serviço Nacional de Tuberculose no Rio de Janeiro, o governador Almir Gabriel tornou-se especialista em Cirurgia Cardiovascular após residir no estado de São Paulo. Duas vezes diretor do Sanatório Barros Barreto em Belém, foi diretor da Divisão Nacional de Pneumologia Sanitária e secretário interino de Programas Especiais de Saúde durante a gestão de Paulo de Almeida Machado como ministro da Saúde no Governo Ernesto Geisel. Com o retorno de Alacid Nunes ao governo do Pará tornou-se secretário de Saúde e foi prefeito biônico da capital do estado no primeiro governo Jader Barbalho. Eleito senador pelo PMDB em 1986, figurou dentre os fundadores do PSDB e foi candidato a vice-presidente da República em 1989 à chapa de Mário Covas. Derrotado ao buscar o governo paraense numa coligação de esquerda em 1990, venceu agora as eleições tendo Hélio Gueiros Júnior como o seu vice-governador.

## Resultado da eleição para governador

### Primeiro turno
Segundo o Tribunal Regional Eleitoral do Pará foram apurados 1.233.112 votos nominais (66,00%), 519.488 votos em branco (27,81%) e 115.713 votos nulos (6,19%) resultando no comparecimento de 1.868.313 eleitores.
| Candidatos a governador do estado | Candidatos a vice-governador | Número | Coligação                                                  | Votação | Percentual |
| --------------------------------- | ---------------------------- | ------ | ---------------------------------------------------------- | ------- | ---------- |
| Jarbas Passarinho PPR             | Manoel Ribeiro PMDB          | 11     | Trabalho e Desenvolvimento (PPR, PMDB, PP)                 | 471.165 | 38,21%     |
| Almir Gabriel PSDB                | Hélio Gueiros Júnior PFL     | 45     | União pelo Pará (PSDB, PFL, PDT, PTB, PSB, PPS, PCdoB, PCB | 458.000 | 37,21%     |
| Valdir Ganzer PT                  | Egídio Sales Filho PT        | 13     | Frente Pará Popular (PT, PV, PSTU)                         | 226.049 | 18,33%     |
| Fernando Moraes PRN               | Leonardo Peres PRN           | 36     | PRN (sem coligação)                                        | 46.890  | 3,80%      |
| Everaldo Araújo PRONA             | Alexandre Machado PRONA      | 56     | PRONA (sem coligação)                                      | 30.208  | 2,45%      |
| Fontes:                           |                              |        |                                                            |         |            |

### Segundo turno
Segundo o Tribunal Regional Eleitoral do Pará foram apurados 1.388.136 votos nominais (89,76%), 14.846 votos em branco (0,96%) e 143.557 votos nulos (9,28%) resultando no comparecimento de 1.546.539 eleitores.
| Candidatos a governador do estado | Candidatos a vice-governador | Número | Coligação                                                   | Votação | Percentual |
| --------------------------------- | ---------------------------- | ------ | ----------------------------------------------------------- | ------- | ---------- |
| Almir Gabriel PSDB                | Hélio Gueiros Júnior PFL     | 45     | União pelo Pará (PSDB, PFL, PDT, PTB, PSB, PPS, PCdoB, PCB) | 870.827 | 62,73%     |
| Jarbas Passarinho PPR             | Manoel Ribeiro PMDB          | 11     | Trabalho e Desenvolvimento (PPR, PMDB, PP)                  | 517.309 | 37,27%     |
| Fontes:                           |                              |        |                                                             |         |            |

## Biografia dos senadores eleitos

### Jader Barbalho
Nascido em Belém, foi graduado na Universidade Federal do Pará e iniciou sua carreira política pelo MDB como vereador na capital paraense no pleito de 1966. Nos anos seguintes foi eleito deputado estadual em 1970 e 1974 e deputado federal em 1978. Findo o bipartidarismo ingressou no PMDB e venceu foi eleito governador do Pará em 1982 com o apoio da dissidência pedessista liderada por Alacid Nunes, de quem mais tarde se afastaria ao aliar-se a Jarbas Passarinho. Entusiasta da eleição de Hélio Gueiros ao Palácio Lauro Sodré em 1986, romperia com seu aliado. Foi ministro da Reforma Agrária e depois ministro da Previdência Social no Governo Sarney e em 1990 voltou ao governo estadual. Em sua estadia como senador chegou à presidência do Senado Federal em 2001, mas renunciou à mesma e ao mandato naquele mesmo ano para evitar um processo por quebra de decoro parlamentar.

### Ademir Andrade
Baiano Milagres, formou-se engenheiro civil na Universidade Federal da Bahia e economista à Universidade Católica de Salvador. Trabalhou no Projeto Rondon e em empresas de engenharia até ser enviado ao Pará onde trabalhou na construção da Usina Hidrelétrica de Tucuruí e do Canal das Tartarugas na Ilha de Marajó. Eleito deputado estadual pelo MDB em 1978 e deputado federal pelo PMDB em 1982 e 1986, votou a favor da Emenda Dante de Oliveira em 1984 e em Tancredo Neves no Colégio Eleitoral em 1985, além de ser signatário da Constituição de 1988. Membro do PSB desde 1987, perdeu a eleição para senador em 1990 e foi derrotado por Hélio Gueiros na disputa pela prefeitura de Belém em 1992.

## Resultado da eleição para senador
Segundo o Tribunal Regional Eleitoral do Pará foram apurados 2.115.547 votos nominais, não sendo informada a quantidade de votos em branco, votos nulos e o comparecimento dos eleitores.
| Candidatos a senador da República  | Candidatos a suplente de senador             | Número | Coligação                                                   | Votação | Percentual |
| ---------------------------------- | -------------------------------------------- | ------ | ----------------------------------------------------------- | ------- | ---------- |
| Jader Barbalho PMDB                | Laércio Barbalho PMDB Fernando Ribeiro PMDB  | 152    | Trabalho e Desenvolvimento (PPR, PMDB, PP)                  | 586.008 | 26,96%     |
| Ademir Andrade PSB                 | João Augusto PSB Orlando Bordallo Júnior PSB | 402    | União pelo Pará (PSDB, PFL, PDT, PTB, PSB, PPS, PCdoB, PCB) | 488.568 | 22,48%     |
| José Diogo PP                      | - PP                                         | 393    | Trabalho e Desenvolvimento (PPR, PMDB, PP)                  | 302.893 | 13,93%     |
| Edmilson Rodrigues PT              | - PT                                         | 132    | Frente Pará Popular (PT, PV, PSTU)                          | 284.389 | 13,08%     |
| Flexa Ribeiro PSDB                 | - PSDB                                       | 453    | União pelo Pará (PSDB, PFL, PDT, PTB, PSB, PPS, PCdoB, PCB) | 205.714 | 9,46%      |
| João Batista de Melo Bastos PT     | - PT                                         | 133    | Frente Pará Popular (PT, PV, PSTU)                          | 145.008 | 6,67%      |
| Edvaldo Ferreira Leite PL          | - PL                                         | 222    | PL (sem coligação)                                          | 63.107  | 2,90%      |
| Álvaro Jorge dos Santos PSC        | - PSC                                        | 202    | PSC (sem coligação)                                         | 58.181  | 2,68%      |
| Raimundo de Jesus Gomes Lima PRONA | – PRONA                                      | 562    | PRONA (sem coligação)                                       | 40.019  | 1,84%      |
| Fontes:                            |                                              |        |                                                             |         |            |

## Deputados federais eleitos
São relacionados os candidatos eleitos com informações complementares da Câmara dos Deputados.

Representação eleita
  PMDB: 7
  PPR: 4
  PT: 2
  PDT: 1
  PTB: 1
  PCdoB: 1
  PFL: 1

Fonteː
| Deputados federais eleitos | Partido | Votação | Percentual | Cidade onde nasceu | Unidade federativa |
| Elcione Barbalho           | PMDB    | 153.860 | 14,71%     | Belém              | Pará               |
| Raimundo Santos            | PPR     | 48.617  | 4,65%      | Santarém           | Pará               |
| Anivaldo Vale              | PPR     | 40.845  | 3,90%      | Ipanema            | Minas Gerais       |
| Benedito Guimarães         | PPR     | 34.724  | 3,32%      | Santarém           | Pará               |
| Paulo Rocha                | PT      | 32.891  | 3,14%      | Terra Alta         | Pará               |
| Gerson Peres               | PPR     | 32.635  | 3,12%      | Cametá             | Pará               |
| José Priante               | PMDB    | 31.929  | 3,05%      | Belém              | Pará               |
| Giovanni Queiroz           | PDT     | 31.250  | 2,99%      | Campina Verde      | Minas Gerais       |
| Ana Júlia Carepa           | PT      | 31.117  | 2,97%      | Belém              | Pará               |
| Paulo Titan                | PMDB    | 26.484  | 2,53%      | Belém              | Pará               |
| Hilário Coimbra            | PTB     | 25.245  | 2,41%      | Belém              | Pará               |
| Antônio Brasil             | PMDB    | 24.687  | 2,36%      | Belém              | Pará               |
| Nicias Ribeiro             | PMDB    | 24.419  | 2,33%      | Belém              | Pará               |
| Socorro Gomes              | PCdoB   | 22.252  | 2,13%      | Cristalândia       | Tocantins          |
| Vic Pires Franco           | PFL     | 21.515  | 2,06%      | Belém              | Pará               |
| Olávio Rocha               | PMDB    | 21.072  | 2,01%      | Barra da Estiva    | Bahia              |
| Ubaldo Corrêa              | PMDB    | 20.468  | 1,96%      | Santarém           | Pará               |
| Fontes:                    |         |         |            |                    |                    |

## Deputados estaduais eleitos
Estavam em jogo 41 cadeiras na Assembleia Legislativa do Pará.

Representação eleita
  PMDB: 13
  PPR: 8
  PT: 4
  PL: 3
  PFL: 3
  PP: 3
  PDT: 3
  PSDB: 2
  PTB: 2

Fonteː
| Número  | Deputados estaduais eleitos       | Partido | Votação | Percentual | Cidade onde nasceu   | Unidade federativa |
| 11110   | José Rodrigues de Souza Neto      | PPR     | 27.718  | 2,24%      |                      |                    |
| 15111   | Durbiratan de Almeida Barbosa     | PMDB    | 19.480  | 1,57%      | Chaves               | Pará               |
| 15141   | Mário Couto                       | PMDB    | 18.730  | 1,51%      | Salvaterra           | Pará               |
| 15161   | Edílson Paiva de Abreu            | PMDB    | 18.582  | 1,50%      | Belém                | Pará               |
| 22120   | Luiz Afonso de Proença Sefer      | PL      | 18.082  | 1,46%      | Belém                | Pará               |
| 15125   | Wilmar Gomes Freire               | PMDB    | 17.623  | 1,42%      | Santarém             | Pará               |
| 15121   | Antônio Armando Amaral de Castro  | PMDB    | 17.413  | 1,40%      | Igarapé-Miri         | Pará               |
| 15185   | Gervásio Bandeira Ferreira        | PMDB    | 17.132  | 1,38%      | Santarém             | Pará               |
| 45110   | Martinho Carmona                  | PSDB    | 15.368  | 1,24%      | Belém                | Pará               |
| 11180   | Zeno Veloso                       | PPR     | 14.880  | 1,20%      | Belém                | Pará               |
| 15190   | Isane Therezinha Zahluth Monteiro | PMDB    | 14.484  | 1,17%      | Belém                | Pará               |
| 11120   | Antenor Fonseca de Oliveira       | PPR     | 13.776  | 1,11%      | Santa Luzia do Pará  | Pará               |
| 11160   | Ronaldo Passarinho                | PPR     | 13.214  | 1,07%      | Belém                | Pará               |
| 11150   | Nivaldo Soares Pereira            | PPR     | 13.009  | 1,05%      | Santarém             | Pará               |
| 15180   | Aloísio Augusto Lopes Chaves      | PMDB    | 12.997  | 1,05%      | Belém                | Pará               |
| 11161   | Fernando José Bahia               | PPR     | 12.443  | 1,00%      | Acará                | Pará               |
| 15128   | Herundino Moreira Júnior          | PMDB    | 12.278  | 0,,99%     | Cametá               | Pará               |
| 15163   | José Nassar Neto                  | PMDB    | 12.230  | 0,,99%     |                      |                    |
| 39200   | Elza Abussafi Miranda             | PP      | 12.162  | 0,,98%     | São Vicente          | São Paulo          |
| 15138   | Rosa de Fátima Barge Hage         | PMDB    | 11.939  | 0,,96%     | Belém                | Pará               |
| 15195   | Antônio Rocha                     | PMDB    | 11.931  | 0,,96%     | Santarém             | Pará               |
| 13101   | José Carlos Lima da Costa         | PT      | 11.387  | 0,,92%     | Belém                | Pará               |
| 15171   | Manoel Pioneiro                   | PMDB    | 11.021  | 0,,89%     | Nova Módica          | Minas Gerais       |
| 25125   | André Teixeira Dias               | PFL     | 10.910  | 0,,88%     | Belém                | Pará               |
| 25222   | Lira Maia                         | PFL     | 10.839  | 0,,87%     | Santarém             | Pará               |
| 14214   | Zenaldo Coutinho                  | PTB     | 10.750  | 0,,87%     | Belém                | Pará               |
| 13125   | João Batista Araújo (Babá)        | PT      | 10.538  | 0,,85%     | Faro                 | Pará               |
| 25192   | Luiz Otávio Campos                | PFL     | 10.500  | 0,,85%     | Belém                | Pará               |
| 11115   | Cipriano Sabino                   | PPR     | 10.186  | 0,,82%     | Prainha              | Pará               |
| 11111   | Haroldo Tavares                   | PPR     | 10.079  | 0,,81%     | Belém                | Pará               |
| 13119   | Zé Geraldo                        | PT      | 10.028  | 0,,81%     | São Gabriel da Palha | Espírito Santo     |
| 39113   | Duciomar Costa                    | PP      | 10.001  | 0,,81%     | Tracuateua           | Pará               |
| 45151   | Maria de Lourdes Lima de Oliveira | PSDB    | 9.676   | 0,,78%     |                      |                    |
| 14111   | Noé Xavier Rodrigues Palheta      | PTB     | 9.546   | 0,,77%     | Vigia                | Pará               |
| 12220   | Clécio Witeck                     | PDT     | 9.242   | 0,,75%     | Toledo               | Paraná             |
| 13131   | Raimundo Luiz Silva Araújo        | PT      | 8.844   | 0,,71%     |                      |                    |
| 12112   | Matildo Dias da Silva             | PDT     | 8.652   | 0,,70%     |                      |                    |
| 12234   | Mário Aparecido Moreira           | PDT     | 8.629   | 0,,70%     | Redenção             | Pará               |
| 39111   | Gedeão Dias Chaves                | PP      | 7.813   | 0,,63%     | Grajaú               | Maranhão           |
| 22100   | Nadir da Silva Neves              | PL      | 5.939   | 0,,48%     | Belém                | Pará               |
| 22170   | Sebastião Oliveira da Silva       | PL      | 5.920   | 0,,48%     | Igarapé-Açu          | Pará               |
| Fontes: |                                   |         |         |            |                      |                    |